# Spilosoma martulifera
Spilosoma martulifera är en fjärilsart som beskrevs av Lucas 1935. Spilosoma martulifera ingår i släktet Spilosoma och familjen björnspinnare. Inga underarter finns listade i Catalogue of Life.